# Личмен, Клорис
Клорис Личмен (англ. Cloris Leachman; 30 апреля 1926[…], Де-Мойн — 27 января 2021[…], Энсинитас, Калифорния) — американская актриса и комедиантка. Обладательница девяти премий «Эмми», а также «Оскара», «Золотого глобуса» и премии BAFTA.

## Биография

### Юные годы
Клорис, старшая из трёх дочерей владельцев фирмы лесоматерилов Клорис и Бака Личмана, родилась 30 апреля 1926 года в городе Де-Мойне, Айова. В 1944 году она окончила среднюю школу им. Т. Рузвельта. Затем она обучалась драме в Северо-Западном университете, где была членом сообщества «Гамма Пи Бета» и одноклассницей будущего комического актёра Пола Линда. Первые роли в кино и на телевидении ей стали предлагать после того как она получила титул «Мисс Чикаго» в 1946 году. Её театральная карьера началась немного раньше в её родном городе, где она много играла на сцене местного театра.

### Начало карьеры
После победы на конкурсе красоты Клорис переехала в Нью-Йорк, где поступила в актёрскую студию в группу к Элиа Казану. Её дебют на Бродвее состоялся в 1950 году в пьесе «Вернись назад, маленький Шеба». В 1950 годах она также много снималась на телевидении, а в 1955 году состоялся её кинодебют в фильме Роберта Олдрика «Целуй меня насмерть». Годом позже она снялась вместе с Полом Ньюменом и Ли Марвином в фильме «Кейс».

### Признание
За свою длительную карьеру Личмен получила многочисленные награды и премии. Она была удостоена премий «Оскар» и BAFTA за лучшую женскую роль второго плана в фильме «Последний киносеанс», основанном на бестселлере Ларри Макмертри. В этом фильме она сыграла жену учителя физкультуры в средней школе, с которой персонаж Тимоти Боттомс имел связь.

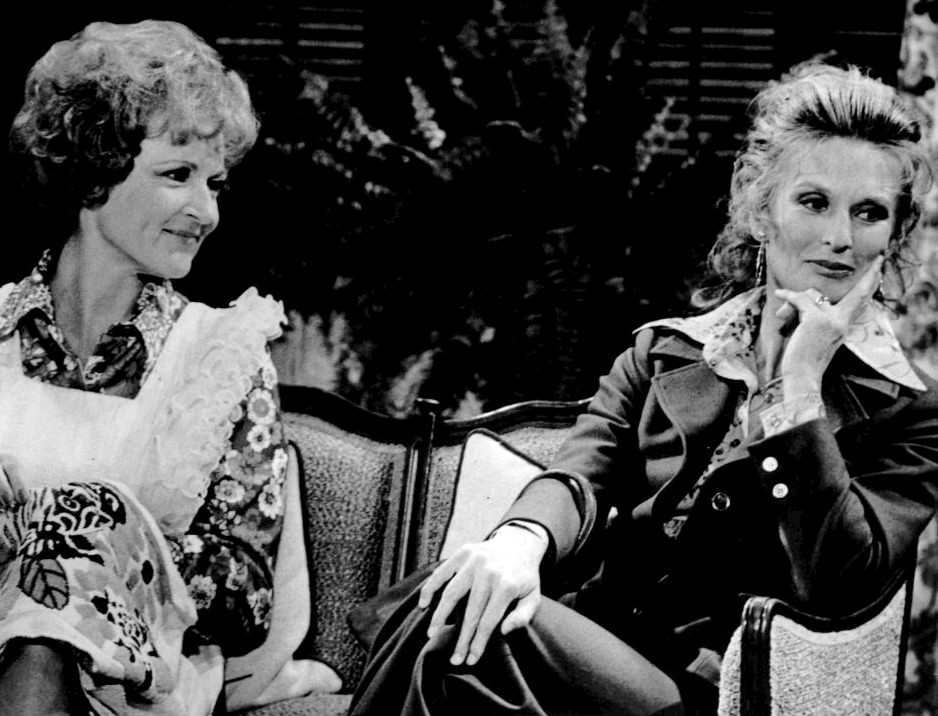
С Бетти Уайт в «Шоу Мэри Тайлер Мур» в 1973 году

Клорис свыше 20 раз номинировалась на «Эмми» и 9 раз становилась обладательницей этой премии, в частности 2 раза за роль Филлис Линдстром в «Шоу Мэри Тайлер Мур». Её персонаж появлялся в этом шоу в течение пяти лет, а в 1975 году на экраны вышел сериал «Филлис», за главную роль в котором Личмен получила «Золотой глобус». В 1978 году актриса получила «Премию Сары Сиддонс» за свою работу в театре Чикаго.
Клорис снялась в трёх фильмах Мела Брукса. Она сыграла фрау Блюхер в «Молодом Франкенштейне» (1974, номинация на «Золотой глобус»), сумасшедшую медсестру Шарлотт Дизель в «Страхе высоты» (1977) и мадам Дэфарж во «Всемирная история, часть первая» (1981).
Голосом Клорис также говорят многие мультипликационные персонажи, такие как Хайдия в «Мой маленький пони» (1986), Дола в «Небесный замок Лапута» (1986), королева Гнорга в «Тролль в Центральном парке» (1984) и миссис Лайнли Тэнседж в «Стальной гигант» (1999).
В 2004 году Клорис была номинирована на премию Гильдии киноактёров США за роль бабушки Эвелин в фильме «Испанский английский», где она заменила больную Энн Бэнкрофт.
В 2006 году Личмен получила степень почётного доктора искусств в университете Дрейка в своём родном городе Де-Мойн, а в 2014 году — в своей alma mater Северо-Западном университете. В 2010 году актриса появилась в небольшой роли в комедии «Снова ты», где сыграла старую соперницу героини Бетти Уайт, что стало в свою очередь отсылкой к конфликту между двумя актрисами, случившемуся много лет назад на «Шоу Мэри Тайлер Мур».

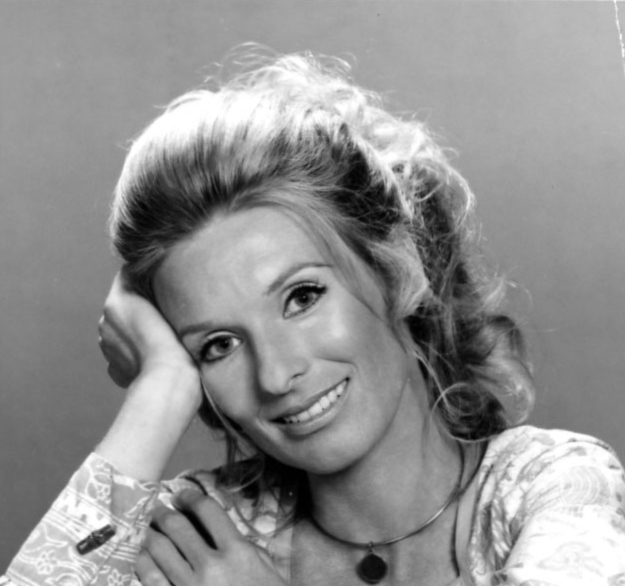
В 1970 году

### Личная жизнь
С 1953 по 1979 год Клорис была замужем за голливудским импресарио Джорджем Энглундом. Этот брак принёс ей пятерых детей, многие из которых связали свою жизнь с шоу-бизнесом. Её сын Джордж Энглунд-мл. был первым мужем Шэрон Стоун, а её другой сын Брайан умер в 1986 году от передозировки лекарств. Бывшей свекровью Клорис была актриса Мэйбл Альбертсон.
Личмен долгое время была вегетарианкой.
Клорис Личмен умерла во сне 27 января 2021 года в своем доме в штате Калифорния в возрасте 94 лет от последствий инсульта, также осложнённых коронавирусной инфекцией. Была кремирована 7 февраля.

## Фильмография
| Год       |     | Русское название                      | Оригинальное название                       | Роль               |
| --------- | --- | ------------------------------------- | ------------------------------------------- | ------------------ |
| 1955      | ф   | Целуй меня насмерть                   | Kiss Me Deadly                              | Кристина Бэйли     |
| 1956      | ф   | Кейс                                  | The Rack                                    | Кэролин            |
| 1962      | ф   | Доклад Чэпмена                        | The Chapman Report                          | Мисс Сэлби         |
| 1969      | ф   | Бутч Кэссиди и Санденс Кид            | Butch Cassidy and the Sundance Kid          | Агнес              |
| 1970      | ф   | Любовники и другие незнакомцы         | Lovers and Other Strangers                  | Бернайс Хендерсон  |
| 1971      | ф   | Последний киносеанс                   | The Last Picture Show                       | Рут Поппер         |
| 1973      | ф   | Чарли и ангел                         | Charley and the Angel                       | Нэтти Эплби        |
| 1973      | ф   | Диллинджер                            | Dillinger                                   | Анна Сэйдж         |
| 1974      | ф   | Дейзи Миллер                          | Daisy Miller                                | Миссис Эзра Миллер |
| 1974      | тф  | Смертный приговор                     | Death Sentence                              | Сьюзан Дэвис       |
| 1974      | ф   | Молодой Франкенштейн                  | Young Frankenstein                          | Фрау Блюхер        |
| 1975      | ф   | Сумасшедшая мамаша                    | Crazy Mama                                  | Мэльба             |
| 1977      | ф   | Страх высоты                          | High Anxiety                                | сестра Дизель      |
| 1979      | ф   | Маппеты                               | The Muppet Movie                            | Секретарь лорда    |
| 1979      | тф  | Спасите «Титаник»                     | S.O.S. Titanic                              | Молли Браун        |
| 1979      | ф   | Мусорная охота                        | Scavenger Hunt                              | Милдред Кратхерс   |
| 1981      | ф   | Всемирная история, часть 1            | History of the World, Part I                | Мадам Дэфарж       |
| 1987      | ф   | Гензель и Гретель                     | Hansel and Gretel                           | Гризельда          |
| 1990      | ф   | Техасвилль                            | Texasville                                  | Рут Поппер         |
| 1991      | ф   | Чужая свадьба                         | Love Hurts                                  | Рут Уивер          |
| 1993      | ф   | Парень с того света                   | My Boyfriend’s Back                         | Мэгги              |
| 1993      | ф   | Деревенщина в Беверли-Хиллз           | The Beverly Hillbillies                     | бабушка            |
| 1995      | ф   | Время от времени                      | Now and Then                                | Бабушка Албертсон  |
| 1997      | ф   | Никогда не поздно                     | Never Too Late                              | Олайв              |
| 1997      | мф  | Аннабелль                             | Annabelle’s Wish                            | тётя Агнес         |
| 1999      | ф   | Музыка сердца                         | Music of the Heart                          | Ассунта Гуаспари   |
| 2000      | ф   | Отбой                                 | Hanging Up                                  | Пэт Мозелл         |
| 2003      | ф   | Алекс и Эмма                          | Alex & Emma                                 | бабушка            |
| 2003      | ф   | Плохой Санта                          | Bad Santa                                   | бабушка            |
| 2004      | ф   | Испанский английский                  | Spanglish                                   | Эвелин Райт        |
| 2005      | ф   | Всё или ничего                        | The Longest Yard                            | Линетт             |
| 2005      | ф   | Высший пилотаж                        | Sky High                                    | Сестра Спекс       |
| 2005      | ф   | Калифорнийцы                          | The Californians                            | Айлин Ботрайт      |
| 2006      | с   | Малкольм в центре внимания            | Malcolm in the Middle                       | бабушка Ида        |
| 2006      | ф   | Пивной бум                            | Beerfest                                    |                    |
| 2006      | ф   | Очень страшное кино 4                 | Scary Movie 4                               | Миссис Норрис      |
| 2007      | тф  | Озеро страха 2                        | Lake Placid 2                               | Сэдди Бикерман     |
| 2008      | ф   | Женщины                               | The Women                                   | Мэгги              |
| 2009      | ф   | Нью-Йорк, я люблю тебя                | New York, I Love You                        | Митци              |
| 2009      | ф   | Американский первоцвет                | American Cowslip                            | Сэнди              |
| 2010      | ф   | Снова ты                              | You Again                                   | Хелен              |
| 2010—2014 | с   | Воспитывая Хоуп                       | Raising Hope                                | бабуля             |
| 2011      | ф   | Поля                                  | The Fields                                  | Глэдис             |
| 2012      | ф   | Гамбит                                | Gambit                                      | бабушка Мерл       |
| 2012      | ф   | Взрослый мир                          | Adult World                                 | Мэри Энн           |
| 2012      | ф   | Большое приключение на воздушном шаре | The Oogieloves in the Big Balloon Adventure | Дотти Рандер       |
| 2012      | мф  | Ночь в супермаркете                   | Foodfight!                                  | Брэнд Икс Леди     |
| 2013      | с   | Кёрсти                                | Kirstie                                     | Ширли, мать Мэдди  |
| 2013      | с   | Красотки в Кливленде                  | Hot in Cleveland                            | Пэг                |
| 2013      | мф  | Семейка Крудс                         | The Croods                                  | Гран               |
| 2014—2015 | с   | Истории Райли                         | Girl Meets World                            | миссис Сворски     |
| 2015      | ф   | Шафер напрокат                        | The Wedding Ringer                          | бабушка Палмер     |
| 2015      | док | Единство                              | Unity                                       | рассказчик         |
| 2015      | ф   | Скауты против зомби                   | Scouts Guide to the Zombie Apocalypse       | мисс Филдер        |
| 2015      | с   | Гавайи 5.0                            | Hawaii Five-0                               | Рут Танненбаум     |
| 2015      | с   | Дорогой доктор                        | Royal Pains                                 | Аннетт Беллами     |
| 2016      | ф   | Да будет так                          | So B. It                                    | Элис Уилински      |
| 2016      | мс  | Закусочная Боба                       | Bob’s Burgers                               | Мэрил              |
| 2016      | ф   | Комик                                 | The Comedian                                | Мэй Коннер         |
| 2017      | с   | Американские боги                     | American Gods                               | Заря Вечерняя      |
| 2018      | ф   | Можно только представить              | I Can Only Imagine                          | Леона Миллард      |
| 2018      | ф   | Блондинки на всю голову               | Lez Bomb                                    | Жозефина           |
| 2020      | мф  | Семейка Крудс: Новоселье              | The Croods: A New Age                       | Гран               |
| 2020      | ф   | Прыгай, милая                         | Jump, Darling                               | Маргарет           |
| 2021      | ф   | Наследник                             | Not to Forget                               | Донна              |

## Награды и номинации
| Награда                        | Год  | Категория                                                        | Проект                                        | Результат |
| ------------------------------ | ---- | ---------------------------------------------------------------- | --------------------------------------------- | --------- |
| Оскар                          | 1972 | Лучшая женская роль второго плана                                | Последний киносеанс                           | Победа    |
| BAFTA                          | 1973 | Лучшая женская роль второго плана                                | Последний киносеанс                           | Победа    |
| Золотой глобус                 | 1972 | Лучшая женская роль второго плана                                | Последний киносеанс                           | Номинация |
| Золотой глобус                 | 1974 | Лучшая женская роль в комедии или мюзикле                        | Чарли и ангел                                 | Номинация |
| Золотой глобус                 | 1975 | Лучшая женская роль в комедии или мюзикле                        | Молодой Франкенштейн                          | Номинация |
| Золотой глобус                 | 1976 | Лучшая женская роль в телевизионном сериале (комедия или мюзикл) | Филлис                                        | Победа    |
| Эмми                           | 1972 | Лучшая женская роль второго плана в комедийном телесериале       | Шоу Мэри Тайлер Мур                           | Номинация |
| Эмми                           | 1973 | Лучшая женская роль второго плана в комедийном телесериале       | Шоу Мэри Тайлер Мур                           | Номинация |
| Эмми                           | 1973 | Лучшая женская роль в мини-сериале или фильме                    | Совершенно новая жизнь                        | Победа    |
| Эмми                           | 1974 | Лучшая женская роль в мини-сериале или фильме                    | Переселенцы                                   | Номинация |
| Эмми                           | 1974 | Лучшая женская роль второго плана в комедийном телесериале       | Шоу Мэри Тайлер Мур                           | Победа    |
| Эмми                           | 1975 | Лучшее выступление в варьете или музыкальной программе           | Шер                                           | Победа    |
| Эмми                           | 1975 | Лучшая приглашённая актриса в комедийном телесериале             | Шоу Мэри Тайлер Мур                           | Победа    |
| Эмми                           | 1976 | Лучшее выступление в варьете или музыкальной программе           | Telly… Who Loves Ya Baby?                     | Номинация |
| Эмми                           | 1976 | Лучшая женская роль в комедийном телесериале                     | Филлис                                        | Номинация |
| Эмми                           | 1978 | Лучшая женская роль второго плана в мини-сериале или фильме      | Однажды в Рождество                           | Номинация |
| Эмми                           | 1984 | Лучшая женская роль второго плана в мини-сериале или фильме      | Эрни Ковач: Кроме шуток                       | Номинация |
| Эмми                           | 1984 | Лучшее выступление в варьете или музыкальной программе           | Празднование 50-летия Гильдии киноактёров США | Победа    |
| Эмми                           | 1998 | Лучшая приглашённая актриса в драматическом телесериале          | Земля обетованная                             | Победа    |
| Эмми                           | 2001 | Лучшая приглашённая актриса в комедийном телесериале             | Малкольм в центре внимания                    | Номинация |
| Эмми                           | 2002 | Лучшая приглашённая актриса в комедийном телесериале             | Малкольм в центре внимания                    | Победа    |
| Эмми                           | 2003 | Лучшая приглашённая актриса в комедийном телесериале             | Малкольм в центре внимания                    | Номинация |
| Эмми                           | 2004 | Лучшая приглашённая актриса в комедийном телесериале             | Малкольм в центре внимания                    | Номинация |
| Эмми                           | 2005 | Лучшая приглашённая актриса в драматическом телесериале          | Новая Жанна Д’Арк                             | Номинация |
| Эмми                           | 2005 | Лучшая приглашённая актриса в комедийном телесериале             | Малкольм в центре внимания                    | Номинация |
| Эмми                           | 2006 | Лучшая женская роль второго плана в мини-сериале или фильме      | Миссис Харрис                                 | Номинация |
| Эмми                           | 2006 | Лучшая приглашённая актриса в комедийном телесериале             | Малкольм в центре внимания                    | Победа    |
| Эмми                           | 2011 | Лучшая приглашённая актриса в комедийном телесериале             | Воспитывая Хоуп                               | Номинация |
| Дневная премия «Эмми»          | 1983 | Лучшая роль в детской программе                                  | ABC Специально после школы                    | Победа    |
| Премия Гильдии киноактёров США | 2005 | Лучшая женская роль второго плана                                | Испанский английский                          | Номинация |
| Премия Гильдии киноактёров США | 2007 | Лучшая женская роль в телефильме или мини-сериале                | Миссис Харрис                                 | Номинация |